# Trijumf volje
Trijumf volje (njem. Triumph des Willens) njemački je propagandni dokumentarni film snimljen 1934. i prikazan 1935. godine. Režirala ga je kontroverzna njemačka redateljica Leni Riefenstahl, a prikazuje stranački kongres Nacionalsocijalističke njemačke radničke stranke održan u Nürnbergu 1934. godine. U filmu je naglašen element kulta ličnosti Adolfa Hitlera, a njegova je temeljna svrha propagiranje nacističkog režima. Film je ostao zapamćen kao jedan od najpoznatijih primjera političke propagande, a zbog brojnih kontroverzi i idealističkog prikaza nacističke Njemačke neki ga smatraju najkontroverznijim filmom svih vremena. 
Film se sastoji od sljedećih cjelina: 1. zrakoplovne snimke ukrašenoga grada kroz oblake, 2. slijetanje Hitlerova zrakoplova i vožnja automobilom prepunim ulicama, 3. vinjete grada i njegove gotičke arhitekture, 4. jutro u vojnom logoru, 5. defile seoskih postrojba u narodnim nošnjama, 6. Hitlerova ophodnja civilnih odreda, 7. govori dužnosnika na kongresu, 8. Hitlerov govor radničkim odredima, bakljada trupa SA, 9. Hitlerov govor mladeži, 10. Hitlerov večernji govor i masovna vojna bakljada, 11. Hitlerovo odavanje počasti palim njemačkim vojnicima i govor trupama SA i SS, 12. Završni Hitlerov govor posljednje večeri kongresa koji se pretapa na kadar njemačkih postrojba u maršu, snimljenih iz donjeg rakursa.
Iako kronološki ne slijedi zbivanja na kongresu, film planski stvara ritam u kojem se precizno izmjenjuju govori i kadrovi vojnih i civilnih postrojbi. Film je osvojio brojne međunarodne nagrade, među kojima je i ona na Venecijanskom filmskom festivalu.

## Produkcija
Oduševljeni ranijim radom Leni Riefenstahl, osobito filmom Plava svjetlost (njem. Das blaue Licht, 1932.), članovi nacističkog Ministarstva narodnog prosvjećenja i propagande od nje su 1933. naručili film Pobjeda uvjerenja (njem. Sieg des Glaubens). Nakon tog ostvarenja Riefenstahl je postala glavna redateljica Hitlerovog režima. Za snimanje i produkciju Trijumfa volje dobila je gotovo neograničena financijska sredstva i najsuvremeniju opremu, uključujući trideset kamera i filmsku ekipu od 120 osoba. Ideja filma bila je prikazati složenost partije te u gotovo božanskom svijetlu predočiti gledateljima stranačke vođe. Na tom je tragu osobito poznat početak filma u kojem se Hitler iz aviona spušta s nebesa među masu. Tu je masu, prikazanu u kadrovima koje su izradili snimatelj Sepp Allgeier i njegovi asistenti, činilo čak 700.000 ljudi okupljenih na dan kongresa. Naime, Riefenstahl je prikazu mnoštva Hitlerovih sljedbenika, osobito pripadnika Hitlerjugenda, dodala vizualno atraktivne kadrove koji su dodatno pojačali dojam snage i nezaustavljivosti Hitlerova pokreta. Uz to, redateljica koristi i efektnu glazbu skladatelja Herberta Windta. Glazba, prateći ritmički montirane kadrove i tonski zapis filma, sastavljen od snimljenih govora, reakcija mase te ponekog studijski stvorenog efekta, dodatno pojačava emocionalni naboj filma. Windt je kao inspiraciju za glazbu koristio vagnerijanske teme, čemu je dodao njemačke narodne melodije, vojničku glazbu i stranačku himnu, stvarajući raznoliku i dinamičnu zvučnu podlogu za kadrove.
Trijumf volje predstavljao je i golem logistički pothvat, nadasve zbog broja posjetitelja kongresa. S obzirom na radnju smještenu u srednjovjekovnom Nürnbergu, bilo je potrebno izgraditi niz šatora za smještaj i prehranu posjetitelja, kao i mnoštvo dvorana za održavanje sastanaka i obavljanje ostalih proparanih radnji. Pri tom je bila bitna i suradnja redateljice s nacističkim vrhom, a kako piše David Parkinson, „posebni liftovi, platforme, rampe i tračnice bili su osigurani kako bi kamere uhvatile svaki detalj spektakla koji je koreografirao Albert Speer“. Ipak, po Richardu M. Barsamu, jedino posebno impresivno obilježje ovoga filma jest broj članova ekipe, dok nije bilo ničeg odveć inovativnog u načinu na koji su korištene kamere (autor uspoređuje Trijumf volje s filmom Dzige Vertova Čovjek s filmskom kamerom, za kojeg drži da je znatno vještije koristio kameru.) Zanimljiv je detalj i oblačenje snimatelja u odjela pripadnika SA, da bi se izbjeglo njihovo odudaranje od mase. Osim snimatelja, u produkciju je bila uključena i tonska ekipa, tim čuvara iz SA i SS-a, policija i pomoćno osoblje zaduženo za rasvjetu i električne instalacije. Prijevoz je bio važan faktor, pa su ekipi bila dodijeljena 22 automobila s vozačima. Produkcijska se ekipa sastojala od 10 tehničara, 36 snimatelja i asistenata, 9 zračnih snimatelja, 17 članova ekipe zadužene za filmske žurnale, 12 članova kompanije Tobis, 17 članova rasvjetne ekipe, 2 fotografa, 26 vozača, 37 stražara i pripadnika osiguranja, 4 pripadnika radne službe te 2 administrativna djelatnika. Na filmu su radili 7 dana i noći. Zbog nedostatka vremena za detaljnu pripremu snimanja, nije postojala bilo moguće ostvariti izravnu komunikaciju s produkcijskim sjedištem, pa je svaki snimatelj ujedno bio i redatelj koji je samostalno odlučivao o organizaciji snimanja, kao i o onome što će snimiti. Namjera redateljice bila je snimiti što dinamičnije scene koje su mogle pobuditi snažnu emocionalnu reakciju kod gledatelja. Snimatelji su, naposljetku, snimili gotovo 61 sat filmskog materijala iz različitih kutova, a pojedini su kadrovi snimani i iz pokreta koristeći se avionima, cepelinima, ljestvama vatrogasnih vozila, automobilima itd. Sav je snimljeni materijal Riefenstahl samostalno montirala.